# Jacuširo
Jacuširo (japonsky 八代市, Jacuširo-ši) je město v prefektuře Kumamoto na západním pobřeží japonského ostrova Kjúšú, na stejnojmenné planině při severovýchodním pobřeží Jacuširského moře. Jeho rozloha je 680,59 km2. Je to druhé největší město prefektury po jejím hlavním městě Kumamotu.
Pochází odtud tradiční typ japonských hrnčířských výrobků Kóda (Kōda-jaki, 高田焼) známý též jako Jacuširo-jaki (八代焼).

## Historie
Jacuširo původně vzniklo jako hradní město neboli jókamači (城下町). Hrad Jacuširo sloužil během období Edo jako vedlejší sídlo samurajského klanu Hosokawů.
Samostatné město bylo založeno 1. září 1940. Dne 1. srpna 2005 se Jacuširo spojilo s menšími městy Kagami a Senčó a pohltilo i vesnice Izumi, Sakamoto a Tójó, čímž se zásadně změnila jeho podoba.

## Obyvatelstvo
K 31. březnu 2017 činil počet obyvatel města odhadem 129 358 lidí, z čehož při rozloze 680.59 km2 vychází hustota zalidnění 190 obyvatel na km2.

## Hospodářství

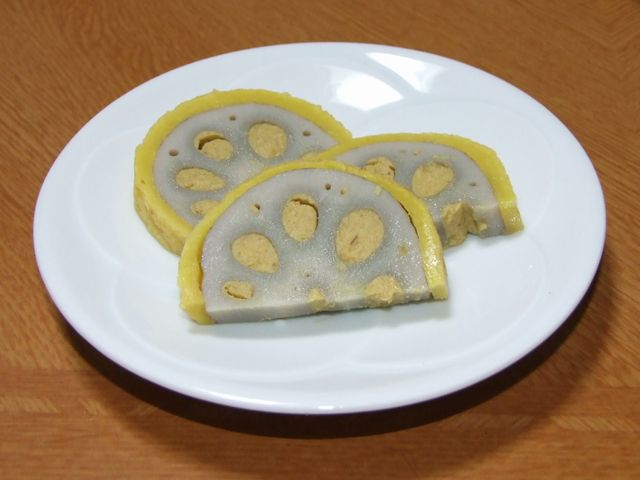
Karaši Renkon, lotosový oddenek naplněný Karaši-miso

Jacuširo je v oblasti známé několika výrobky a pokrmy. Zdejší kultivar velkého citrusového pomela zvaný banpeiju (Citrus maxima ‘Banpeiyu’) připomíná velmi přerostlý grapefruit. Specialita karaši renkon je oddenek lotosu (Nelumbo nucifera) naplněný hořčičnou omáčkou karaši a obalený vejcem. Basaši je syrové koňské maso a považuje se v Japonsku za pochoutku. Obvykle se podává s cibulí a zázvorem. V restauracích, kde se podávají hamburgery, mívají mimo jiné i hamburgery basaši.

## Turistické zajímavosti
K významným pamětihodnostem města patří zříceniny hradu Jacuširo, jež jsou dnes součástí šintoistické svatyně, a mnohdy opomíjená oblast zdejšího přístavu, odkud se návštěvníkovi nabízejí pozoruhodné výhledy na nedaleké souostroví Amakusa, na Jacuširské moře a na zdejší papírnu.
Další populární atrakcí je schodiště se 777 schody, které stoupá z jednoho konce města do blízkých hor. Vyhlídka z jeho vrcholu nabízí panoramatický výhled na město a přilehlou pobřežní oblast.
Mezi zdejší pamětihodnosti patří rovněž šintoistické svatyně Jacuširo-gú, Jacuširo-no-mija a Mizušima, dále visutý most Gokanošó a onsen neboli horký pramen Hinagu.

## Doprava
Městem prochází několik železničních tratí včetně trati šinkansenu. Navíc se tu sbíhají dálnice Kjúšú (Kjúšú Džidóša-dó, 九州自動車道) a Minamikjúšú (Minami-Kjúšú džidóšadó, 南九州自動車道). Okres Jacuširo propojuje východní část prefektury Kumamoto s její západní částí, která prefekturu spojuje s prefekturou Mijazaki.

### Železniční doprava
- Trati Kjúšúské železniční společnosti
  - Kjúšú šinkansen; nádraží Šin-Jacuširo
  - Hlavní trať Kagošima Line; nádraží Arisa, Senčó, Šin-Jacuširo a Jacuširo
  - Trans-Kjúšú Limited Express; nádraží Jacuširo
  - trať Hisacu Line; nádraží Jacuširo, Dan a Sakamoto
- Trati železniční společnosti Hisacu Orange
  - trať Hisacu Orange Line; nádraží Šin-Jacuširo, Jacuširo, Higo-Kóda, Hinagu Onsen, Higo-Futami

## Osobnosti
- Aki Jaširo, zpěvák
- Eri Išidaová, herečka
- Haruto Kó,spisovatel a básník
- Kimiko Džinnai, badmintonista
- Kosuke Noda, baseballista
- Macui Okinaga, samuraj
- Macuki Mijazaki, lékař
- Nišijama Sóin, básník
- Nobuhiko Matsunaka, baseballista
- Šókó Asahara, zakladatel sekty Óm šinrikjó
- Eidži Ezaki, profesionální zápasník známý jako Hajabusa

## Galerie

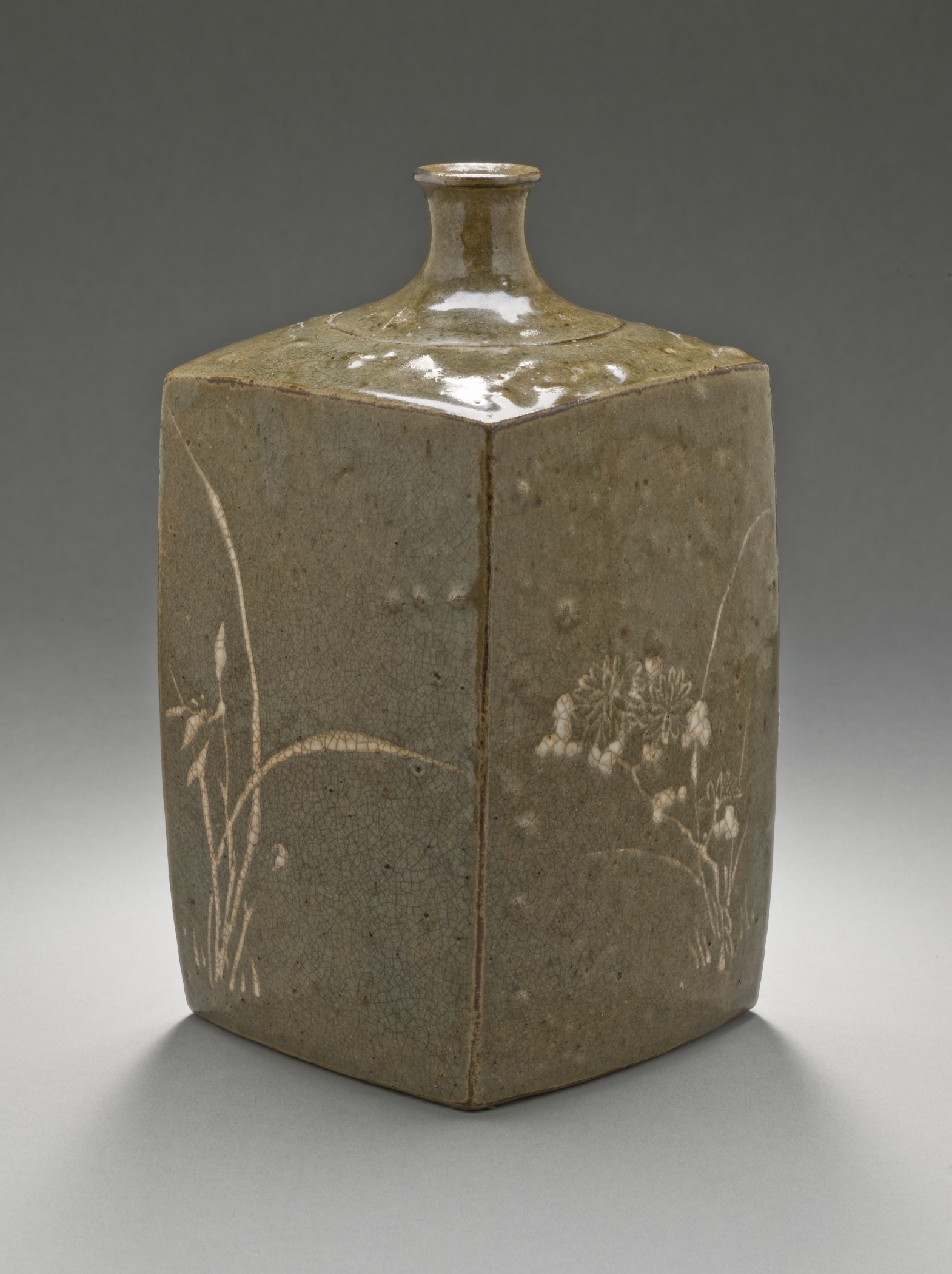
Kōda-jaki – láhev na saké z glazované kameniny s květinovou dekorací, období Edo, pozdní 18.–19. století
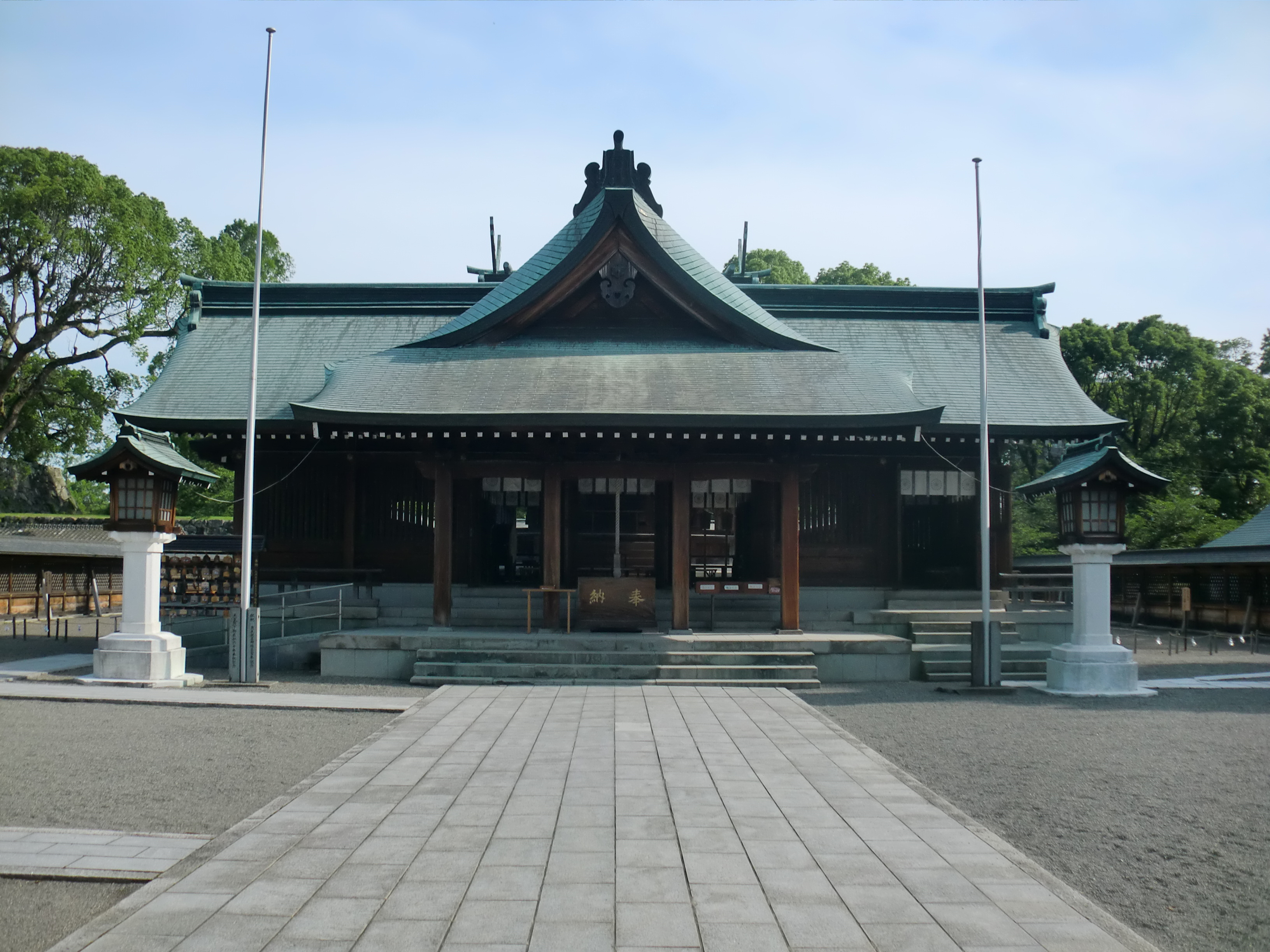
Svatyně Jacuširo-gú
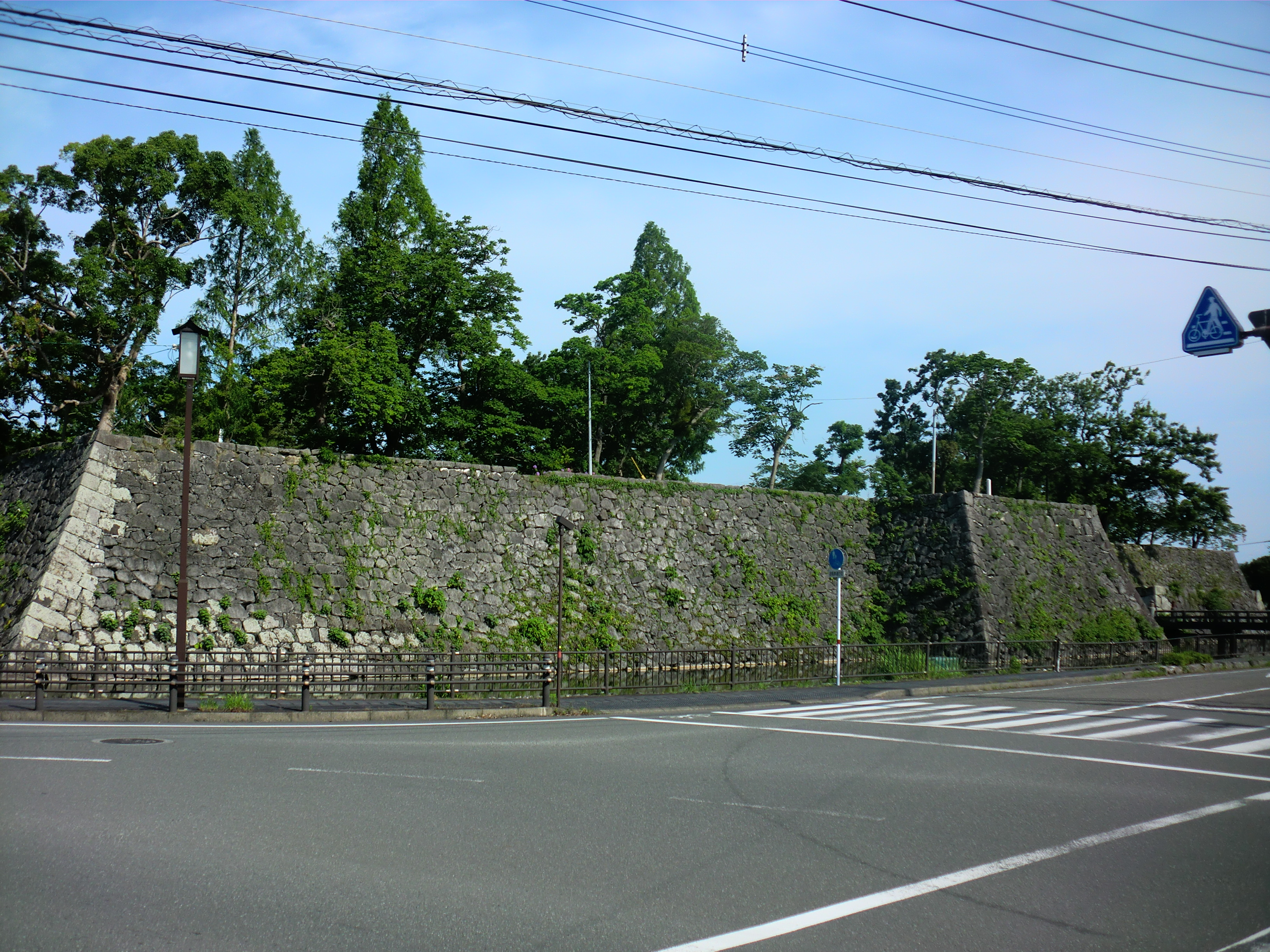
Zbytky hradu Jacuširo
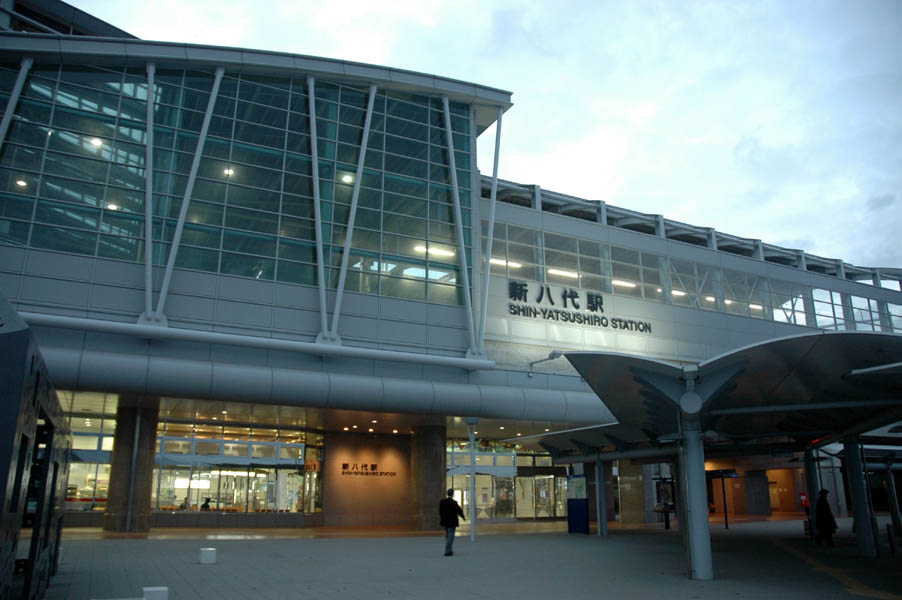
Nádraží Šin-Jacuširo
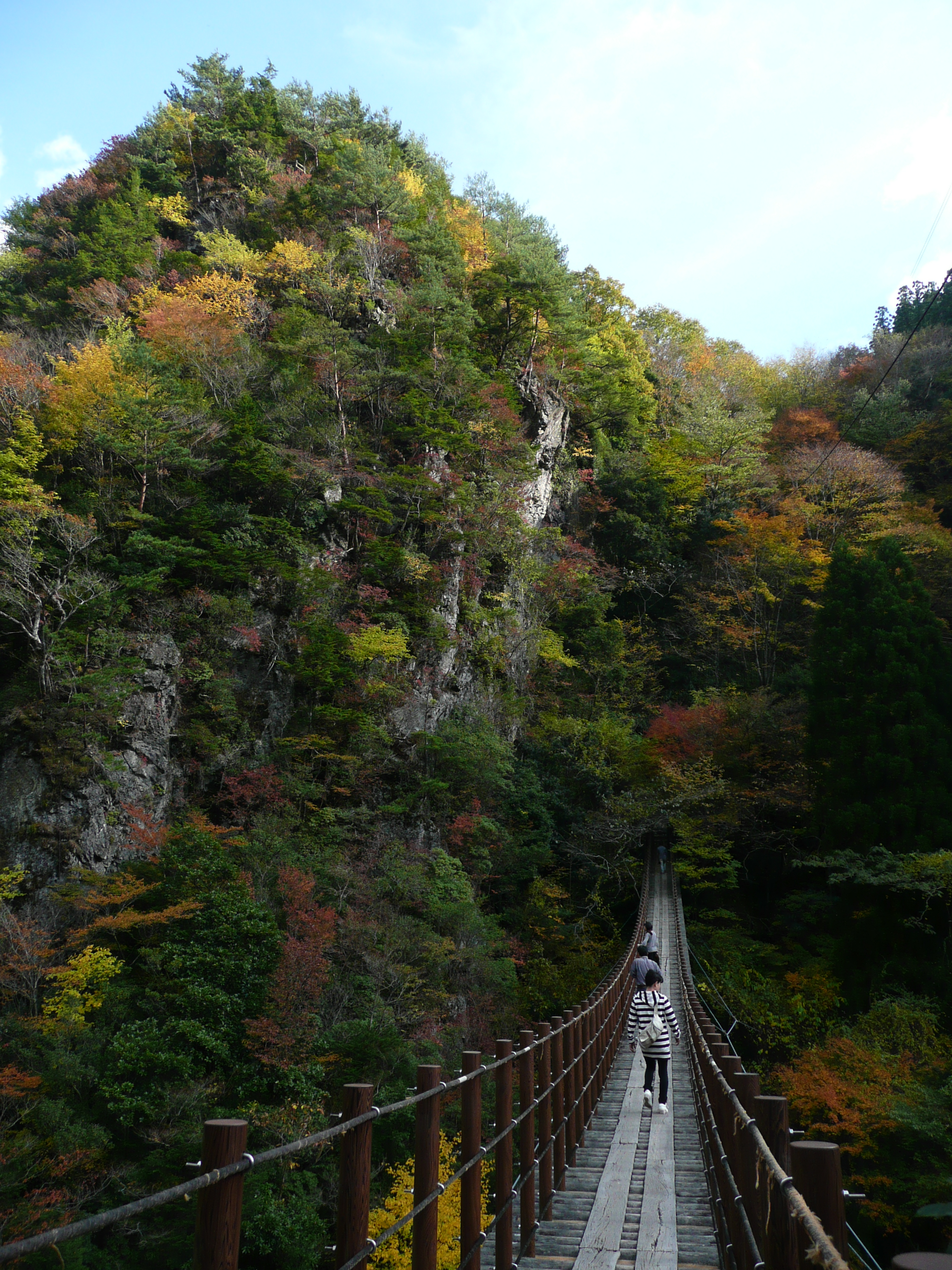
Visutý most Ajatori